# Bob Miller
Rober Edwin Miller, detto Bob (Louisville, 9 luglio 1956), è un ex cestista statunitense, professionista nella NBA.

## Carriera
Venne selezionato dai Phoenix Suns al quarto giro del Draft NBA 1978 (85ª scelta assoluta).

## Palmarès
- Miglior rimbalzista CBA (1984)